# SummerSlam 2014
SummerSlam 2014 is een pay-per-viewevenement in het professioneel worstelen dat geproduceerd werd door de WWE. Dit evenement was de 27e editie van SummerSlam en vond plaats in het Staples Center in Los Angeles, Californië op 17 augustus 2014.
Het "main event" van dit evenement was een match tussen de huidige WWE World Heavyweight Champion John Cena en de uitdager Brock Lesnar voor de WWE World Heavyweight Championship.

## Wedstrijden
| Nr. | Match | Winnaar(s)         |
| --- | --- | ------------------ |
| pre. 1 | Rob van Dam vs. Cesaro in een een-op-eenmatch                                                                       | Rob van Dam        |
| 2 | The Miz (c) vs. Dolph Ziggler in een een-op-eenmatch voor het WWE Intercontinental Championship                     | Dolph Ziggler (nc) |
| 3 | AJ Lee (c) vs. Paige in een een-op-eenmatch voor het WWE Divas Championship                                         | Paige (nc)         |
| 4 | Jack Swagger (met Zeb Colter) vs. Rusev (met Lana) in een Flag match                                                | Rusev              |
| 5 | Dean Ambrose vs. Seth Rollins in een Lumberjack match                                                               | Seth Rollins       |
| 6 | Chris Jericho vs. Bray Wyatt in een een-op-eenmatch                                                                 | Bray Wyatt         |
| 7 | Brie Bella vs. Stephanie McMahon in een een-op-eenmatch                                                             | Stephanie McMahon  |
| 8 | Randy Orton vs. Roman Reigns in een een-op-eenmatch                                                                 | Roman Reigns       |
| 9 | John Cena (c) vs. Brock Lesnar (met Paul Heyman) in een een-op-eenmatch voor het WWE World Heavyweight Championship | Brock Lesnar (nc)  |
| (c) – Geeft aan dat de deelnemer(s) kampioen(en) is voor de match (nc) Geeft aan dat de deelnemer(s) nieuwe kampioen(en) zijn na de match pre. – Geeft aan dat de match plaatsvond in de pre-show | |                    |